# Poitiers
Poitiers este un oraș în Franța, prefectura departamentului Vienne, aflată în regiunea Nouvelle-Aquitaine.

## Monumente
- Baptisteriul Sfântului Ioan din Poitiers (sec. al IV-lea)
- Biserica Sfântului Ilarie din Poitiers (sec. al X-lea)

## Personalități
- Ilarie de Poitiers (sec. al IV-lea), episcop de Poitiers, scriitor
- Venantius Fortunatus (sec. al VI-lea), episcop de Poitiers, istoric
- Michel Foucault (1926-1984), filosof și istoric
- Jean-Pierre Thiollet (n. 1956), scriitor